# Mszczyczyn
Mszczyczyn (prononciation : [ˈmʂt͡ʂɨt͡ʂɨn], en allemand : Wiesenberg) est un village polonais de la gmina de Dolsk dans le powiat de Śrem de la voïvodie de Grande-Pologne dans le centre-ouest de la Pologne.
Il se situe à environ 6 kilomètres au sud de Dolsk (siège de la gmina), à 17 kilomètres au sud de Śrem (siège du powiat) et à 53 kilomètres au sud de Poznań (capitale régionale).

## Histoire
De 1975 à 1998, le village faisait partie du territoire de la voïvodie de Poznań.

Depuis 1999, Mszczyczyn est situé dans la voïvodie de Grande-Pologne.
Le village possède une population de 350 habitants en 2006.